# Allah

Allāh scritto in caratteri arabi

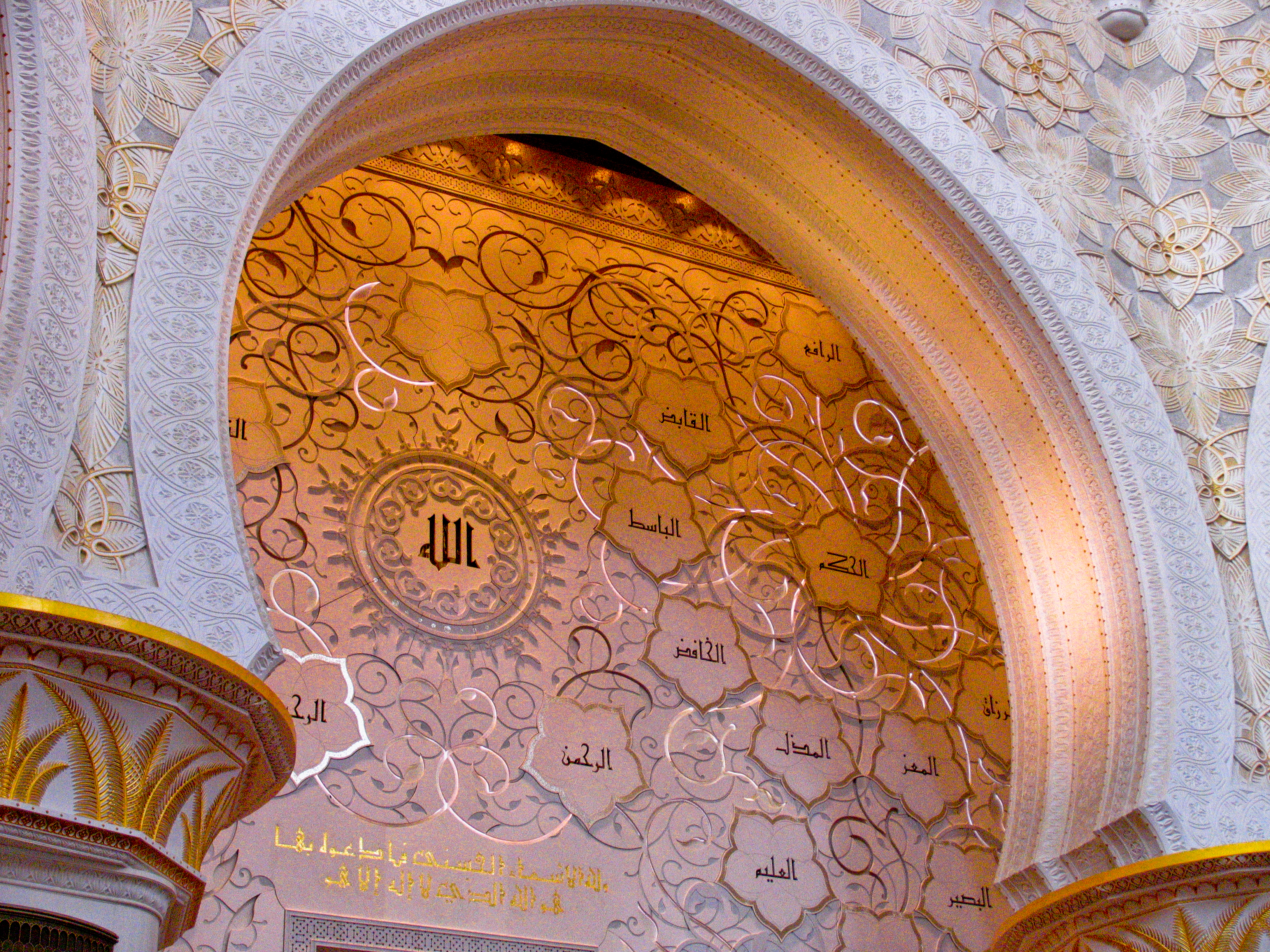
Una parte dei 99 nomi di Allāh. Particolare della Moschea di Abu Dhabi

Allah (in arabo اَلله‎?, Allāh, pronunciato in italiano [alˈla]) è una parola araba che indica il nome di Dio. Nella religione islamica è il nome con cui Dio definisce sé stesso nel Corano. Di conseguenza, visto il valore veicolare della lingua araba per la cultura islamica, è questo il nome prevalentemente usato per indicare la divinità una e unica nei paesi di lingua araba e in tutto il mondo musulmano.

## Origine del termine
Il termine Allāh deriva linguisticamente dalla radice arabo-semitica ʾ-l-h, che indica la generica "divinità" (in arabo "al-ilāh"), unita all'articolo determinativo arabo al. Significa dunque "il Dio" supremo. In un passaggio del Corano, questo è uno dei nomi con cui la divinità chiama se stessa; un altro, ad esempio, è al-Raḥmān, letteralmente traducibile come "il Misericordioso". È utile specificare che vi sono 99 nomi, detti Bei Nomi di Dio, che vengono utilizzati per descrivere Allah. Da ciò la preferenza di alcuni studiosi e di vari musulmani per il mantenimento dell'originale nome arabo.
La radice etimologica di Allāh è la stessa del nome del Dio supremo dell'universo delle religioni antiche di tutta l'area semitica, El ("Dio"; diverso dal dio dei soli ebrei, Yahweh, di cui parla la Bibbia). Secondo Francis Edward Peters, «...il Corano insiste, i musulmani credono e gli storici sostengono che Maometto e i suoi successori seguono lo stesso dio dei giudei. (29:46). L'Allah del Corano è lo stesso Dio creatore in cui credeva Abramo»..
Ancora nell'epoca dell'Arabia preislamica (ǧāhiliyyaẗ) il nome Allāh era impiegato per indicare un'importante divinità di un pantheon politeista; nello specifico, i pagani associavano ad Allāh compagne, figli e figlie.
Altri sinonimi di Dio di cui è invalso l'uso nel mondo musulmano, oltre ad al-Raḥmān, suggerito dal Corano, sono Rabb (Signore) o, in Iran, il preislamico Khodā.

## Dal Corano
Allah per il Corano è il Dio Unico, non c'è altro dio che Lui, il Compassionevole, il Misericordioso. Supremo creatore di ogni cosa nell'universo, non c’è nulla di simile o paragonabile a lui, riassumibile nella ricorrente espressione Khāliq al-samāwāt wa l-arḍ (lett. "creatore dei cieli e della terra") e giudice dell'umanità, eterno, onnipotente, onnisciente, totalmente libero, misericordioso e benevolo con le sue creature, dio personale e di solo spirito, assolutamente trascendente e non comparabile con nessuna delle sue creature, inconoscibile dagli uomini se non per mezzo della rivelazione dei testi profetici e della loro interpretazione. La tradizione islamica gli riconosce 99 "bei nomi" (o al-asmāʾ al-ḥusnā), che servono poi a formare nomi teofori assai diffusi nell'onomastica araba quando siano preceduti dal termine ʿabd ("servo di"): ʿAbd Allāh, ʿAbd al-Raḥmān, ʿAbd al-Raḥīm, ʿAbd al-Nāṣir, ʿAbd al-Maǧīd, ecc. Ognuno di questi nomi evoca una sua diversa caratteristica o attributo, come al-Raḥmān ("il clemente") o al-Raḥīm (" il compassionevole"), e tutti si riferiscono ad Allāh, cioè il nome supremo che comprende tutti gli altri.
Allah avrebbe rivelato ad Adamo, il primo uomo, la sua volontà, additandogli i suoi doveri. Conoscere tali voleri avrebbe reso Adamo il primo profeta perché egli avrebbe poi riportato quanto rivelatogli alla sua discendenza. L'obbedienza al volere divino sarebbe stata ricompensata da Dio con il premio eterno del paradiso mentre la sua disubbidienza sarebbe stata punita con l'inferno, ed entrambe le cose sarebbero determinate in via definitiva nel corso di un futuro giorno del Giudizio (yawm al-dīn) alla fine dei tempi.
Tale rivelazione sarebbe stata nuovamente trasmessa ad altri uomini prescelti, i profeti, che talora avrebbero assolto la funzione di inviati di Dio presso le nazioni del mondo. Il loro numero sarebbe altissimo e in questo lungo elenco sarebbero compresi tutti i profeti antico-testamentari, dal momento che anche la Tōrāh è considerato ciò che resta, sia pur alterato, d'una originaria piena rivelazione divina. Lo stesso Gesù Cristo è considerato un profeta inviato da Allah, per importanza secondo a Maometto, e anche il Nuovo Testamento è in buona parte ritenuto verità divina rivelata.

Il fluire del tempo, coi suoi inevitabili oblii, e l'azione talora ostile degli uomini avrebbe provocato la riproposizione sempre identica nei contenuti della rivelazione, fino all'ultima che sarebbe stata portata una volta per tutte, su ordine divino, dall'angelo Gabriele (Ǧibrīl) a Maometto, per questo definito «sigillo dei profeti».

## Nella riflessione teologica e linguistica di Fakhr Al-Dīn Al-Rāzī
Nel commento alla Sura aprente, primo volume del suo estesissimo commentario coranico ''Le chiavi dell'occulto'', Fakhr Al-Dīn Al-Rāzī espone un intero capitolo dedicato a possibili origini linguistiche da cui il termine Allāh potrebbe derivare e che hanno il pregio di rivelare particolari aspetti della realtà divina. Ecco un elenco testuale delle derivazioni: 
- Alaha --> Forma base del verbo arabo ''adorare''. In questo senso Allāh deriva più propriamente da ilāh, definita dall'autore, a seguito di una lunga dissertazione, come entità che per via dei suoi atti merita di essere adorata da chi ha sufficienti capacità per farlo.
- Alihta ilā fulān --> Frase araba che l'autore traduce con trovare riposo con qualcuno. Ciò perché nessun essere umano può trovare il vero riposo se non nel ricordare Dio con costanza, come espressamente chiarito nel versetto coranico: ″coloro che credono, che rasserenano i loro cuori al Ricordo di Allah. In verità i cuori si rasserenano al Ricordo di Allah″ (C: 13,28)
- Walah --> Tradotto dall'autore con perdita di coscienza, perché coloro che non conoscono Dio vivono in uno stato di ignoranza e confusione paragonabile a quello di un totale obnubilamento delle facoltà intellettuali.
- Lahā --> Ovvero venire elevato. Questo perché Dio è totalmente trascendente e superiore rispetto alla totalità Creazione, la quale, invece, risulta contingente all'essenza divina e trae da essa l'esistenza. In polemica con gli intellettuali musulmani più rigoristi, Al-Rāzī sottolinea anche come Dio sia superiore  persino alla possibilità di risiedere in un luogo elevato. Questo perché se uno spazio fisico sostenesse davvero l'essenza divina, l'altezza e la superiorità di quest'ultima su tutte le cose non deriverebbe più da se stessa, ma dal luogo in cui risiede. Dunque, Dio diverrebbe contingente a una realtà diversa da Lui e non sarebbe più essenziale a tutto il Creato.
- Aliha -->  Ovvero essere confusi e non riuscire a trovare la strada percorsa da qualcuno. Ciò è dovuto al fatto che quando l'uomo tenta di comprendere col ragionamento l'essenza divina fallisce inevitabilmente, perché nulla di ciò che appartiene al Creato può essere posto a paragone con Dio, ma allo stesso tempo ogni ente porta in sé l'impronta divina dell'atto creatore. Infatti, sia che l'intelletto si sforzi di negare l'esistenza di Dio o sia che l'intelletto pretenda di trovare un singolo ente del Creato ed elevarlo a Dio, la natura umana più profonda e istintiva (fitrah) rifiuterà tale soluzione e il disaccordo tra essa e l'intelletto non farà altro che gettare l'uomo nello sconforto e nell'insoddisfazione. Dunque, tutto ciò che può fare l'uomo è ammettere con sincerità l'inefficacia di comprendere pienamente Dio, ma è proprio questa consapevolezza a costituire il culmine della Sua comprensione.
- Yalūhu --> Ovvero essere celato, nascosto, dato che, per via della sua trascendenza e assolutezza, Dio nasconde se stesso agli intelletti. La frase risulta apparentemente contraddittoria, ma viene spiegata dal teologo persiano con una fine analogia. Infatti, se il sole restasse fermo nel cielo, ogni superficie sulla Terra verrebbe illuminata costantemente fino a indurci a pensare che quest'ultime posseggano una fonte di luce intrinseca. Ma è solo con il tramonto del sole che ci accorgiamo che la vera fonte della luce è la stella, dunque una fonte esterna al resto degli oggetti. Allo stesso modo, la condizione d'essere del Creato è costantemente supportata dalla fonte assoluta dell'esistenza, ovvero Dio. Così come i raggi dell'ipotetico sole statico citato sopra, i raggi dell'esistenza illuminano costantemente ogni cosa e ci accorgeremmo in maniera evidente della loro presenza solo con la loro scomparsa. Ma Dio non è una creatura e non è sottoposto ad alcun tramonto, né alcun termine, e la fine dell'esistenza ci sottrarrebbe le facoltà intellettive per notarne la mancanza. In conclusione, Dio risulta nascosto al nostro intelletto proprio a causa della sua onnipresenza eterna ed evidente.
- Aliha al-faṣīl --> Espressione che indica l'affetto che un cammello in fase di svezzamento (faṣīl) prova per la madre, un rapporto paragonabile a quello che intercorre tra l'essere umano e Dio.
- Aliha/Ya'lahu --> Espressioni che significano ''essere terrorizzati'' e allo stesso tempo ''garantire protezione''. È Dio stesso che origina i pericoli, ma anche la protezione che dobbiamo cercare di fronte a essi. Allo stesso modo, continua l'autore, se normalmente il debitore per salvarsi deve fuggire dal creditore, Dio è l'unico creditore verso cui il debitore, cioè il peccatore, è incoraggiato ad accorrere se vuole ottenere la salvezza, proprio per il perdono gratuito dei peccati. Ecco la citazione completa:

Generalmente, se un debitore nota il suo creditore da lontano, lui cercherà di sfuggirgli. Ma Dio direbbe: 

<< Miei servitori, voi siete in debito con me a causa dei vostri numerosi peccati, ma non fuggite da me. Piuttosto, io dico ″fuggite a Dio″ (C: 51,50). In verità, io sono colui che riparerà i vostri debiti e perdonerà i vostri peccati. Inoltre, mentre i re chiudono gli ingressi delle loro dimore escludendo i poveri e ammettendo i ricchi, io faccio l'opposto. >>

## Nel Cristianesimo
Il termine, che significa letteralmente "Dio", è anche usato dagli Arabi cristiani, a volte con leggere varianti di pronuncia legate alla religione del parlante, dal momento che i musulmani enfatizzano la doppia "elle" (Aḷḷāh), al contrario dei cristiani che pronunciano in modo del tutto normale la consonante liquida. Questa consuetudine risale ai primi secoli dell'espansione musulmana, quando le comunità cristiane del Vicino Oriente e dell'Africa settentrionale vennero messe a confronto con la lingua e la cultura araba. Per lo stesso motivo, "Allāh" viene usato in riferimento al Dio cristiano anche da altre minoranze cristiane residenti in contesti musulmani e linguisticamente assimilate alle circostanti popolazioni di fede islamica: un esempio tra tutti sono i Karamanlidi, una popolazione cristiana di lingua turca residente nella Cappadocia fino agli anni Venti.
Quest'uso, però, non è privo di controversie. Se nei Paesi arabi con forti minoranze cristiane questa consuetudine è ormai accettata, in altri contesti alcuni gruppi ritengono invece che l'uso di questa parola debba essere riservato a loro soli, connotando nello specifico il Dio rivelato dal Corano, intendendo dunque la parola "Allah" come nome proprio e non come nome comune. Ciò, in molti casi, è legato al timore che l'uso del termine "Allah" abbia fini di proselitismo. Un caso eclatante, sotto questo punto di vista, è costituito dalla Malaysia, dove nel 2014 l'uso del termine "Allah" è stato riservato ai soli Musulmani.

## Uso

### Popoli arabi pre-islamici
Nell'Arabia pre-islamica, inclusa la Mecca, il nome "Allah" era già usato dagli Arabi in riferimento al Dio supremo creatore, ovvero alla divinità principale (padre di tutte e prevalente su tutte) del pantheon arabo, similmente ad El in Cananea e An o Ilu in Mesopotamia, termini etimologicamente affini ad "Allah" e significanti "Dio" o "Cielo".

## Curiosità
L'etimologia del nome della città di Marsala è Mars-Allah, cioè "porto di Allah".